# Монтезума (округ)
Монтезу́ма (англ. Montezuma County) — округ в штате Колорадо, США. Официально образован в 1889 году. По состоянию на 2010 год, численность населения составляла 25 535 человек.

## География
По данным Бюро переписи США, общая площадь округа равняется 5283,605 км2, из которых 5257,705 км2 суша и 28,490 км2 или 0,500 % это водоёмы.

## Население
По данным переписи населения 2000 года в округе проживает 23 830 жителей в составе 9 201 домашних хозяйств и 6 514 семей. Плотность населения составляет 5,00 человек на км2. На территории округа насчитывается 10 497 жилых строений, при плотности застройки около 2,00-х строений на км2. Расовый состав населения: белые — 81,72 %, афроамериканцы — 0,14 %, коренные американцы (индейцы) — 11,23 %, азиаты — 0,20 %, гавайцы — 0,06 %, представители других рас — 4,26 %, представители двух или более рас — 2,38 %. Испаноязычные составляли 9,50 % населения независимо от расы.
В составе 33,30 % из общего числа домашних хозяйств проживают дети в возрасте до 18 лет, 56,40 % домашних хозяйств представляют собой супружеские пары проживающие вместе, 10,60 % домашних хозяйств представляют собой одиноких женщин без супруга, 29,20 % домашних хозяйств не имеют отношения к семьям, 24,60 % домашних хозяйств состоят из одного человека, 9,30 % домашних хозяйств состоят из престарелых (65 лет и старше), проживающих в одиночестве. Средний размер домашнего хозяйства составляет 2,54 человека, и средний размер семьи 3,04 человека.
Возрастной состав округа: 27,50 % моложе 18 лет, 7,10 % от 18 до 24, 26,30 % от 25 до 44, 25,30 % от 45 до 64 и 25,30 % от 65 и старше. Средний возраст жителя округа 38 лет. На каждые 100 женщин приходится 96,70 мужчин. На каждые 100 женщин старше 18 лет приходится 92,20 мужчин.
Средний доход на домохозяйство в округе составлял 32 083 USD, на семью — 38 071 USD. Среднестатистический заработок мужчины был 30 666 USD против 21 181 USD для женщины. Доход на душу населения составлял 17 003 USD. Около 13,10 % семей и 16,40 % общего населения находились ниже черты бедности, в том числе — 23,20 % молодёжи (тех, кому ещё не исполнилось 18 лет) и 14,40 % тех, кому было уже больше 65 лет.